# HD 13445
HD 13445，又名CD-51 532、SAO 232658、HR 637、葛利斯86，是一個波江座的恒星系統，视星等为6.12，位于銀經275.99，銀緯-61.97，其B1900.0坐标为赤經2h 6m 23.7s，赤緯-51° -61.97′ 52″。
1998年歐洲南方天文台宣布在該恆星系統中發現一顆太陽系外行星。

## 成員星
該聯星系統的主星（HD 13445 A、Gliese 86 A）是一顆光譜類型 K1V 的橙矮星，質量是太陽的79%，半徑則是太陽的0.86倍，光度則是太陽的35%。該恆星旁有一顆距離相當近的類木行星
伴星 HD 13445 B（Gliese 86 B）是一顆白矮星，距離主星約21天文單位，因此讓該聯星系統成為擁有系外行星的聯星中結構最緊密的系統之一。該白矮星發現於2001年，原被認為是棕矮星，但在2005年的觀測結果中顯示它是白矮星，因為它的光譜並沒有代表棕矮星特徵的分子吸收線。假設該白矮星的質量大約是太陽的一半，並且徑向速度觀測的線性趨勢是因為這顆伴星，它環繞主星的軌道半長軸可能是18.42天文單位，並且軌道離心率是0.3974。

## 行星系
先前根據依巴谷卫星的天文測量資料顯示該系統中行星的軌道傾角是164.0°，質量是木星的15倍，因此被認為是棕矮星。但更進一步分析顯示依巴谷卫星的天文測量資料並不足以準確到能確認亞恆星伴星的軌道，因此至今仍無法得知該行星的軌道傾角和它的真實質量 。該行星是由日內瓦天文台的萊昂哈德·歐拉望遠鏡發現。
對 HD 13445 A 的徑向速度量測顯示即使扣除了行星的影響，仍然觀察到線性變化趨勢，這可能與它的白矮星伴星有關。
| 成員 (依恆星距離) | 质量            | 半長軸 (AU)     | 轨道周期 (天)      | 離心率          | 傾角 | 半径 |
| ----------------- | --------------- | --------------- | ------------------ | --------------- | ---- | ---- |
| b                 | >3.91 ± 0.32 MJ | 0.1130 ± 0.0065 | 15.76491 ± 0.00039 | 0.0416 ± 0.0072 | —    | —    |

## 外部連結
- . Extrasolar Visions.   [2008-08-02]. （原始内容存档于2009-05-03）.
- . SolStation.   [2008-08-02]. （原始内容存档于2007-08-09）.